# إنترسكوب ريكوردز
إنترسكوب ريكوردز (بالإنجليزية: Interscope Records)‏ هي شركة تسجيلات أمريكية ، تأسست عام 1990. يقع مقرها في سانتا مونيكا، كاليفورنيا، الولايات المتحدة.

## فنانون

### فرق موسيقية
| الظهور الرسمي | اسم الفرقة     | جنس الفرقة | حل الفرقة/انتهاء العقد |
| ------------- | -------------- | ---------- | ---------------------- |
|               | بلاك آيد بيز   | مختلطة     |                        |
|               | جيرلز جينيريشن | إناث       |                        |
|               | بلاكبينك       | إناث       |                        |

### فنانون منفردون
| الظهور الرسمي | اسم الفنان | انتهاء العقد |
| ------------- | ---------- | ------------ |
|               | 50 سنت     |              |
|               | كاسي       |              |
|               | دكتور دري  |              |
|               | إمينم      |              |
|               | بيلي ايليش |              |
|               | ذا غيم     |              |
|               | ليدي غاغا  |              |